# 珠代とMINAMOの令和爆モテ男子教育計画
『珠代とMINAMOの令和爆モテ男子教育計画』（たまよとミナモのれいわばくモテだんしきょういくけいかく）は、2025年7月11日よりLocipoで配信されてるインターネット配信番組、ウェブテレビバラエティーである。

## 概要
“女性からモテたい”というニシダの悩みを解決するべく、島田珠代とMINAMOの2人が女教師となり、「少し過激だが役に立つ実践的レッスンを繰り広げていく」恋愛及び性教育バラエティー番組。東海テレビ・中京テレビ・CBCテレビ・メ～テレ・テレビ愛知の名古屋民放テレビ局5局が共同運営する動画配信プラットフォーム「Locipo」にて、2025年7月11日より開始。
LocipoのMAU(月間アクティブユーザー数)を伸ばすために何が必要かをCBCテレビの長谷川琢也、テレビ愛知の横山優希、東海テレビの樋口梨香子を中心に（実際に継続するかは置いといて）“継続できそうなもの”を作る意図から企画、製作された。本番組にに参加していない中京テレビ、メ～テレ2局は逆に“打ち上げ花火的なもの”として『永野、フィンランドでキレる』を制作している。
内容はキャストから決められていき、「一緒にお仕事をしたい演者さんを決める」という観点からSNSや女性人気も踏まえ、島田珠代、MINAMOの2人が挙がり、ローコストという大前提から恋愛相談トーク番組と固まっていった。しかし島田は本業で下ネタこそ扱うものの、「子供にもやってもらえるようなネタ」であるため番組時代に興味はあったものの「エッチをしたい男性の悩み」等のリアルな相談に答えることに抵抗もあったという。しかし最終的には「私のほうがリアルな意見を言って、MINAMOのほうが吉本っぽくなってきました（笑）」と島田は答えている。

## 出演者
- 島田珠代
- MINAMO
- ニシダ

## スタッフ
- 構成：田中裕作、石原慎也
- チーフプロデューサー：古田直樹
- プロデューサー：長谷川琢也、、樋口梨香子、北川杜
- ディレクター：藤原ケンタ、奥田純矢
- 総合演出：横山優希
- カメラ：市原泰則、柴田義政
- 音声：増岡愛華
- 編集：中村公彦、村橋茉里
- MA：奥田武士
- AD：早稲田麻里菜
- 制作著作：東海テレビ、中京テレビ、CBCテレビ、メ～テレ、テレビ愛知